# Peña de Barriopalacio

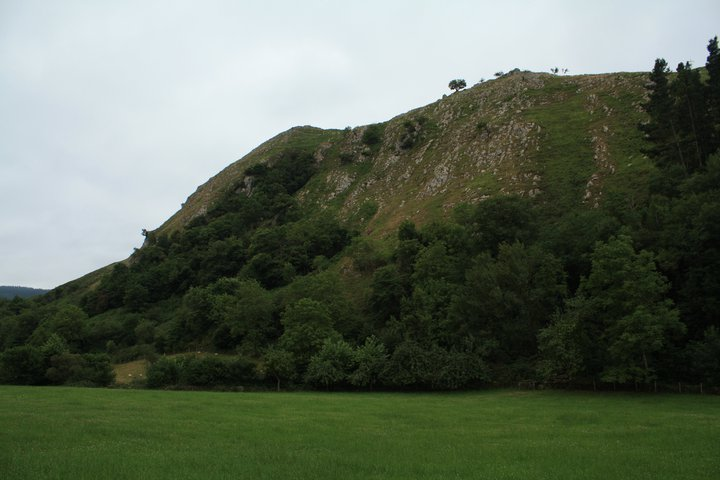
La peña de Barriopalacio.

La peña de Barriopalacio es un pequeño macizo kárstico situado en el valle de Anievas (Cantabria, España). 
Domina el pueblo de Barriopalacio. Su abrupta formación destaca mucho con respecto a los montes de la zona, de formas más suaves. La forma de la peña es producto de la erosión del arroyo La Canal, que discurre a los pies de ésta. 
En verano, numerosos son los rebaños de cabras que se llevan allí a pastar. Esta peña marca la separación de los valles de Anievas e Iguña, y forma parte del macizo de Peñas Blancas (siendo una prolongación), en La Panda. Al sur de la peña se han realizado poblaciones de pinos y al oeste se encuentra la braña de La Panda. 
En la parte baja de la peña hay una frondosa vegetación, formada por árboles bastante altos con respecto a la altura media de cada especie, debido a que se intentan abrir paso hacia la luz del sol. 
Hay numerosas cuevas, debido al efecto disolvente del agua en la roca caliza. Las cuevas más conocidas por los vecinos de la zona son la cueva del Portalón, que prácticamente es una pared vertical inclinada hacia a dentro, y la cueva del Manantial. En lo alto de la peña se encuentra una especie de hoya por la que se filtra el agua de la lluvia y forma esta cueva que baja hasta la orilla del arroyo La Canal y está inundada de agua. Sirve de abastecimiento para las fuentes del pueblo de Barriopalacio.
- Datos: Q9058897